# Patrick Vaillant
Pour les articles homonymes, voir Vaillant et Patrick Vaillant (homonymie).
Patrick Vaillant, né le 15 août 1954 à La Ciotat, est un compositeur-parolier et interprète français d'expression plurielle (occitan niçois et français). Il est aussi mandoliniste et arrangeur.
Il a collaboré avec des musiciens du jazz, des musiques improvisées, des musiques du monde, avec des compagnies de théatre, et est une figure des musiques traditionnelles en France.

## Créations

### De la diversité culturelle
Une grande partie des enregistrements chantés de Patrick Vaillant s'est faite en langue d'oc (et écrit en graphie classique).
Ses textes sont écrits et chantés en occitan mais aussi parfois en français.
Il est membre des groupes Bachas Mont-Jòia, Arco alpino, Chin Na Na Poun, Palomar.

## Le mandoliniste
Après avoir débuté comme violoniste et guitariste, Patrick Vaillant a adopté la mandoline comme instrument principal.

### "Alter-mandoline"
Il est un des fondateurs du « Front de Libération de la Mandoline » qui n'est pas un mouvement politique mais un groupe qui se veut à l'avant-garde de la création avec cet instrument.
Il est le directeur artistique du festival « Mandopolis », rencontres internationales d'alter-mandoline à Briançonnet (06).
Patrick Vaillant a fondé un quatuor de mandoline moderne nommé le Melonious Quartet, composé de Patrick Vaillant (mandoline),
Thomas Bienabe (mandoline), Patrick Osowiecki (mandole alto) et Jean-Louis Ruf (mandoloncelle).

### Instruments
Patrick Vaillant joue de la mandoline, de la mandoline électrique, de la mandole ténor, du mandoloncelle.
Ses instruments ont été créés spécialement par le luthier marseillais André Sakellaridès

## Répertoire et formation de groupes musicaux

### Reproposition de la musique traditionnelle
En 1977, il fonde le groupe Bachas, qui enregistre en 1979 le disque Muzique Ousitanes 1 (LP Soulestrelh S01, réédité en CD en 2013), autour des musiques et danses des vallées occitanes d'Italie et le disque Cants e musica dau Pais nissart (Ventadorn).
Bachas fusionne avec le groupe Montjoia pour former Bachas-MontJoia.

### Duo Tesi Vaillant
Il entame en 1986 une collaboration avec l'accordéoniste italien Riccardo Tesi, pour la création Anita Anita, dédiée à Anita Garibaldi, avec Jan-Maria Carlotti et Daniele Craighead, (disque publié par Robi Droli en 1988, réédité chez Silex en 1994, qui reçoit un Choc du Monde de la Musique). 
A partir de 1988, ils forment le duo Tesi-Vaillant, qui propose un néo-folk original et novateur, et qui participera à tous les grands festivals de musique folk / trad / ethnique. Ils publient le disque Veranda en 1991, avec la collaboration de Daniel Malavergne, Michel Marre et Sandy Rivera, puis Colline en 1994, avec le clarinettiste de jazz Gianluigi Trovesi, et Jean-Jacques Avenel et Joël Allouche. Colline reçoit le prix de l'Académie Charles Cros et fait partie de la discothèque idéale de Télérama.
Le duo Tesi-Vaillant est toujours actif dans les années 2020.

### Chin na na poun
Chin na na poun est à l'origine un poème de Victor Gelu qui a donné son nom à un groupe et un enregistrement des chansons de cet auteur marseillais par Manu Théron (chant), Daniel Malavergne (tuba) et Patrick Vaillant (mandoline électrique). Le trio Chin-Na-Na Poun enregistre un deuxième album, Au Cabanon, en 2010.

### Melonious Quartet
Avec Thomas Bienabe, il fonde le Melonious Quartet, quatuor de mandoline, composé, comme un quatuor de violon, de deux mandoline, une mandole alto et un mandoloncelle.
Le Melonious Quartet joue des compositions, des arrangements de musique populaire et des transcriptions de musique classique.

### Autres collaborations
Avec le chanteur René Sette et le percussionniste Bijan Chemirani, ils fondent le groupe Enamorada Madalena

## Créations pour le théâtre
- Il crée pour Marie-Jeanne Laurent la musique du spectacle La Centième nuit d’après deux Nô Modernes de Yukio Mishima.

- Il compose la musique de Barbe-Bleue, espoir des femmes de Dea Loher pour le Théâtre national de Nice en 2007.

## Discographie
- Du Cochon, Alain Gibert, Daniel Malavergne, André Ricros, Patrick Vaillant  CD L’Auvergne imaginée VOC7915 (2012/2017)
- La mer au loin, Palomar (Vaillant/Malavergne/Cavallin), Mandopolis 2016
- Chanson & danse, Melonious Quartet, Mandopolis, 2013
- Chin Na Na Poun, "Au Cabanon", label Buda, 2010.
- Bastian Contrari, 2007, édité par Modal et distribué par l'Autre distribution[8].
- Chin na na poun, label Daqui, distribution Harmonia Mundi, 2007.
- La Provence fête Noël : musiques et chants traditionnels d'hier à aujourd'hui : 16 chants, mélodies, pastorales, 2005
- En forme de poire" avec le Melonious Quartet : œuvres du compositeur français Erik Satie arrangées pour quatuor de mandolines; distribué par Oriente Musik, 2004.
- Patrick Vaillant, Jan de l'ours : chansons, comptines et conte traditionnels de Provence, éditions Arc-en-Ciel puis Modal, 1997 puis 1999.
- Groupe Enamorada Madalena : album Enamorada Madalena 1998.
- Li Julis & Mama cal ren que plores contenu dans : Tradition vivante des Alpes-Maritimes 1998
- Nove dai corporacions, contenu dans : Couleurs Sud : music from Southern France, (1997).
- Bruna de laguna, contenu dans : Couleurs Sud : music from Southern France, (1997).
- Li barquetas de Sant Joan contenu dans : World fusion (1997).
- La balada de Felis Galean. Contenu dans : World fusion (1997) et Blues de France (1995).
- Trois p'tits tours en Provence : chansons, légendes, contes & comptines,1997
- Li Julis & Mama cal ren que plores contenu dans : Blues de France (1995)
- Album Colline avec Riccardo Tesi[9] et Gianluigi Trovesi (éditeur "Silex" et label "Naive"), 1994.
- Aller loin, duo avec Thomas Bienabe, dans la compilation Mandolines (1994)
- Anita Anita, avec Jan-Maria Carlòtti, Riccardo Tesi, Sandy Rivera, Patrick Vaillant (1986 puis1994)
- Nove dai corporacions, contenu dans : France : musiques traditionnelles d'aujourd'hui,1993
- Li Julis & Mama cal ren que plores, contenu dans : Siblar e cantar en Vesubia : Alpes-Maritimes, 1993
- Tesi, Riccardo (1947-….) Véranda 1993